# Андрю Фукуда
Андрю Фукуда (на английски: Andrew Fukuda) е американски автор на произведения в жанра фентъзи.

## Биография
Андрю Фукуда е роден в Манхатън, Ню Йорк, САЩ, като е с наполовина китайски, наполовина японски произход. Израства в Хонг Конг.
След като завършва с бакалавърска степен по история в университета Корнел, Фукуда започва да работи в Чайнатаун, Манхатън с деца имигранти. Това преживяване води до неговия първи роман „Crossing“. Вторият му роман „Ловът“, първа част от едноименната фентъзи трилогия, е издаден от St. Martin's Press през 2012 година. На български език книгата е издадена от „Orange Books“ през 2013 година.
Преди да се отдаде изцяло на писането, Фукуда работи като криминален прокурор в продължение на седем години.
Живее в Лонг Айланд, Ню Йорк със семейството си.

### Самостоятелни романи
- Crossing, Amazon Encore (2010)
- This Light Between Us (2020)

### Серия „Ловът“ (Hunt)
1. The Hunt, St. Martin's Press (2012)
Ловът, изд. „Orange Books“ (2013), прев. Надя Баева
2. The Prey, St. Martin's Press (2013)
Плячката, изд. „Orange Books“ (2013), прев. Надя Баева
3. The Trap, St. Martin's Griffin (2013)
Капанът, изд. „Orange Books“ (2014), прев. Надя Баева